# Lamberto Amat
Lamberto Amat y Sempere (Elda, 28 de septiembre de 1812-Elda, 16 de marzo de 1893) fue un escritor, periodista, historiador y jurista español.

## Biografía
Fue el hijo único de uno de los alcaldes más influyentes de la Elda del siglo XIX, don José Amat y Amat. Su cercanía al poder local, y su trabajo como secretario del ayuntamiento eldense, le hizo tener acceso a los archivos históricos de la villa, lo que le despertó desde joven un especial interés por la investigación de la historia local. Así mismo también era poseedor de tierras de cultivo, y de una almazara productora de aceite de oliva, por el cual recibió una medalla de mérito en la Exposición Universal de Viena de 1873.

## Obra
Su obra se dedicó fundamentalmente a la investigación de la historia local de Elda. Realizó una importantísima labor de archivistica en el archivo municipal, donde recolectó, clasificó y encuadernó cientos de documentos que se encontraban desclasificados y en peligro de perderse. Algo similar a lo que hizo con el archivo parroquial de Santa Ana, lo que permitió que se conservaran datos eclesiásticos posteriormente perdidos con la destrucción de la Iglesia de Santa Ana durante la Guerra Civil.
Parte de su obra también se dedicó a realizar biografías sobre otros célebres personajes de la historia local, tales como Juan Rico y Amat, Juan Sempere y Guarinos, o El Seráfico. Dedicó importantes biografías a religiosos cercanos a él, como lo fueron su amigo y párroco de Santa Ana, el cura Gonzalo Sempere Juan, o a su tía, Sor María Joaquina Amat, en un trabajo titulado Mi Tía Monja. Parte importante de su trabajo se centró en los entresijos de uno de los grandes conflictos locales de la época, el reparto de las aguas. De este modo escribió Antecedentes del sistema especial de riego de la huerta de Elda, Disposiciones para la buena distribución de las aguas del Pantano, Explanación de aguas subterráneas en la cuenca de Villena, etc.
Otros documentos históricos son los que realizó a la genealogía de sus dos apellidos, Amat y Sempere, dos de los más históricos de Elda. La obra por la que quizá más se le recuerda actualmente es por la obra Elda, su antigüedad, su historia.. de 1875, que es una obra manuscrita de 2 tomos que concentra importantes investigaciones sobre la historia local de todas las épocas, y que ha sido reeditada en ocasiones posteriores. 

## Honores

### Eponimia
- tiene dedicada una calle en el centro de Elda.